# Pablo Birger
Pablo Birger (* 6. Januar 1924 in Buenos Aires; † 9. März 1966 ebenda) war ein argentinischer Automobilrennfahrer.

## Karriere
Pablo Birger nahm in seiner Karriere an zwei Rennen zur Formel-1-Weltmeisterschaft teil, jeweils beim Großen Preis von Argentinien in Buenos Aires. Er erreichte beide Male nicht das Ziel. 1953 auf einem Gordini Type 15A der französischen Werksmannschaft fiel er knapp vor Halbzeit des Rennens mit Motorschaden aus. Zwei Jahre später, diesmal mit dem Type 16 von Gordini, kollidierte er schon in der Anfangsphase mit Carlos Menditéguy und fiel erneut aus.
Er starb 1966 bei einem Autounfall in seiner Heimatstadt.

## Statistik

### Statistik in der Automobil-Weltmeisterschaft

#### Gesamtübersicht
| Saison | Team           | Chassis         | Motor          | Rennen | Siege | Zweiter | Dritter | Poles | schn. Rennrunden | Punkte | WM-Pos. |
| ------ | -------------- | --------------- | -------------- | ------ | ----- | ------- | ------- | ----- | ---------------- | ------ | ------- |
| 1953   | Equipe Gordini | Gordini Type 15 | Gordini 1.5 L4 | 1      | −     | −       | −       | −     | −                | −      | NC      |
| 1955   | Equipe Gordini | Gordini Type 16 | Gordini 2.5 L6 | 1      | −     | −       | −       | −     | −                | −      | NC      |
| Gesamt | Gesamt         | Gesamt          | Gesamt         | 2      | −     | −       | −       | −     | −                | −      |         |

#### Einzelergebnisse
| Saison | 1 | 2 | 3 | 4 | 5 | 6 | 7 | 8 | 9 |
| ------ | - | - | - | - | - | - | - | - | - |
| 1953   |   |   |   |   |   |   |   |   |   |
| DNF    |   |   |   |   |   |   |   |   |   |
| 1955   |   |   |   |   |   |   |   |   |   |
| DNF    |   |   |   |   |   |   |   |   |   |

| Legende  | Legende            | Legende                                                          |
| Farbe    | Abkürzung          | Bedeutung                                                        |
| -------- | ------------------ | ---------------------------------------------------------------- |
| Gold     | –                  | Sieg                                                             |
| Silber   | –                  | 2. Platz                                                         |
| Bronze   | –                  | 3. Platz                                                         |
| Grün     | –                  | Platzierung in den Punkten                                       |
| Blau     | –                  | Klassifiziert außerhalb der Punkteränge                          |
| Violett  | DNF                | Rennen nicht beendet (did not finish)                            |
| Violett  | NC                 | nicht klassifiziert (not classified)                             |
| Rot      | DNQ                | nicht qualifiziert (did not qualify)                             |
| Rot      | DNPQ               | in Vorqualifikation gescheitert (did not pre-qualify)            |
| Schwarz  | DSQ                | disqualifiziert (disqualified)                                   |
| Weiß     | DNS                | nicht am Start (did not start)                                   |
| Weiß     | WD                 | zurückgezogen (withdrawn)                                        |
| Hellblau | PO                 | nur am Training teilgenommen (practiced only)                    |
| Hellblau | TD                 | Freitags-Testfahrer (test driver)                                |
| ohne     | DNP                | nicht am Training teilgenommen (did not practice)                |
| ohne     | INJ                | verletzt oder krank (injured)                                    |
| ohne     | EX                 | ausgeschlossen (excluded)                                        |
| ohne     | DNA                | nicht erschienen (did not arrive)                                |
| ohne     | C                  | Rennen abgesagt (cancelled)                                      |
| ohne     | keine WM-Teilnahme |                                                                  |
| sonstige | P/fett             | Pole-Position                                                    |
| sonstige | 1/2/3/4/5/6/7/8    | Punktplatzierung im Sprint-/Qualifikationsrennen                 |
| sonstige | SR/kursiv          | Schnellste Rennrunde                                             |
| sonstige | *                  | nicht im Ziel, aufgrund der zurückgelegten Distanz aber gewertet |
| sonstige | ()                 | Streichresultate                                                 |
| sonstige | unterstrichen      | Führender in der Gesamtwertung                                   |

### Einzelergebnisse in der Sportwagen-Weltmeisterschaft
| Saison | Team | Rennwagen | 1   | 2   | 3   | 4   | 5   | 6   |
| ------ | ---- | --------- | --- | --- | --- | --- | --- | --- |
| 1955   |      | Ford V-8  | BUA | SEB | MIM | LEM | RTT | TAR |
| 1955   | DNF  | Ford V-8  |     |     |     |     |     |     |